# Anthony Alford
Pour les articles homonymes, voir Alford.
Anthony Joseph Alford (né le 20 juillet 1994 à Columbia, Mississippi, États-Unis) est un joueur de champ extérieur des Pirates de Pittsburgh de la Ligue majeure de baseball.

## Carrière
Anthony Alford est réclamé au 3e tour de sélection par les Blue Jays de Toronto lors du repêchage amateur de 2012. Joueur étoile au football américain, Alford fait cependant de ce sport sa priorité. Il est quart-arrière des Golden Eagles de Southern Miss (Université Southern Mississippi) en 2012 mais, à la suite d'une bagarre sur le campus, il quitte ce programme de football pour rejoindre celui de l'université du Mississippi, (« Ole Miss »). Selon les règles de la NCAA, il doit attendre un an avant de reprendre le jeu,. Il ne joue que quatre matchs comme demi de sûreté des Rebels d'Ole Miss en 2014 avant de renoncer au football pour se dédier uniquement au baseball.
Alford, un joueur de champ extérieur, fait ses débuts dans le baseball majeur avec les Blue Jays de Toronto le 19 mai 2017.